# Exquisit

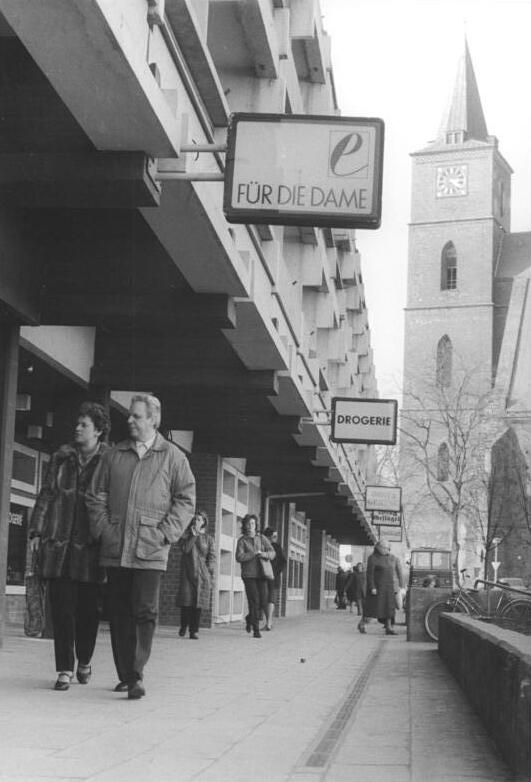
Уличная вывеска магазина Exqisit в Бернау. 1986

Exquisit («Эксквизи́т», букв. «Изысканный», «Люкс») — предприятия розничной торговли в ГДР, специализировавшиеся на продаже товаров личного потребления «взыскательного спроса» в одежде и косметике.
Магазины Exquisit появились в 1962 году по решению Совета министров ГДР в целях обеспечения граждан ГДР товарами класса «люкс» за марки ГДР, а не иностранную валюту. В 1966 году к ним добавились магазины продовольственных товаров Delikat.
Гражданам ГДР качественная и модная одежда из магазинов Exquisit часто оказывалась не по карману. Цены на товары устанавливали не только их производители, право совещательного голоса имели также специальные комиссии из продавцов и руководителей филиалов. Государственные предприятия ГДР производили одежду, не пользовавшуюся спросом, не соответствовавшую тенденциям моды и невысокого качества. Коллекции одежды для магазинов Exquisit на каждый сезон разрабатывались коллективом дизайнеров моды и демонстрировались на Лейпцигской ярмарке. Пошив одежды для магазинов Exquisit производился преимущественно из тканей, импортированных из Австрии, Италии, Франции и Японии. Модели, прошедшие строгое тестирование, выпускались небольшими партиями в среднем по 300 штук. Магазины Exquisit в объединённой Германии не смогли выдержать давления на рынке модной одежды и закрылись.